# Bulletin de la Société archéologique du Gers
Cet article court présente un sujet plus développé dans : Société archéologique du Gers#Publications.
Le Bulletin de la Société archéologique du Gers est la revue publiée par la Société archéologique, historique, littéraire et scientifique du Gers depuis 1900.